# Neila de San Miguel
Neila de San Miguel – gmina w Hiszpanii, w prowincji Ávila, w Kastylii i León, o powierzchni 7,89 km². W 2011 roku gmina liczyła 84 mieszkańców.